# Konrad Burkhardt
Konrad Burkhardt (* 11. November 1894 in Waldstetten; † 26. Mai 1978 in Schwäbisch Gmünd) war ein deutscher Landrat.

## Leben
Burkhardt absolvierte von 1908 bis 1911 eine technisch-kaufmännische Lehre bei der Silberwarenfirma Ott in Schwäbisch Gmünd. Anschließend war er dort von 1911 bis 1914 als Industriekaufmann tätig. Im Ersten Weltkrieg war er von 1914 bis 1918 Soldat in einer Nachrichtenabteilung, die in Russland und in Italien tätig war. Nach dem Krieg arbeitete er ab 1919 als Betriebsleiter, ab 1922 als Prokurist bei Ott. 1926 verließ er Ott und ging nach Schweden. Dort war er bis 1928 als Disponent der Firma Bolin in Stockholm tätig. Ab 1928 hatte er wieder eine Stellung in Schwäbisch Gmünd als Betriebsleiter bei der Silberwarenfabrik Gebrüder Deyhle.
Burkhardt wurde nach dem Zweiten Weltkrieg durch die amerikanische Militärregierung am 27. April 1945 zum kommissarischen Landrat des Landkreises Schwäbisch Gmünd ernannt. Als Assistenten erhielt er Konrad Wittwer und Reinhold Maier, die kurz darauf in der neugebildeten Landesregierung tätig waren. Nach der Landräte-Tagung in Murrhardt im Juni 1945 holte Burkhardt im Juli 1945 eine weitere Landräte-Tagung nach Schwäbisch Gmünd, in deren Folge den Landräten und Bürgermeistern von der amerikanischen Besatzungsmacht Beiräte zur Seite gestellt wurden. Er war außerdem Mitglied der Vorläufigen Volksvertretung für Württemberg-Baden. Bei der Wahl 1946 wurde er als Landrat in seinem Amt bestätigt, 1954 wiedergewählt. Am 18. April 1961 ging er in den Ruhestand. Die Annahme des Bundesverdienstkreuzes verweigert er.
Burkhardt gehörte zu den Gründungsmitgliedern der CDU in Schwäbisch Gmünd. Daneben hatte er diverse weitere Ämter inne, so war er beispielsweise Vorsitzender des Verwaltungsrates der Kreissparkasse Schwäbisch Gmünd, Verbandsvorsteher des Wasserverbandes Kocher-Lein, Vorsitzender des Kreisvereins Schwäbisch Gmünd des Deutschen Roten Kreuzes, Gauobmann des Nordostalbgaues des Schwäbischen Albvereins sowie stellvertretender Vorsitzender des Hauptvorstandes des Schwäbischen Albvereins.
Burkhardt verstarb in seinem Haus in Schwäbisch Gmünd-Bettringen und wurde auf dem Leonhardsfriedhof in Schwäbisch Gmünd beigesetzt. Sein Nachlass wird im Staatsarchiv Ludwigsburg verwaltet.